# روبرت آندرسون کاوالیریو
روبرت آندرسون کاوالیریو (به پرتغالی: Robert Anderson Cavalheiro) هافبک اهل برزیل است که در شهر Guimarães و در تاریخ ۱ آوریل ۱۹۸۳ به دنیا آمده‌است.
روبرت آندرسون کاوالیریو در تیم‌های فوتبال پادوا سابقهٔ حضور دارد.